# Harold Ingleby Hawkins
Harold Ingleby Hawkins (n. 22 iulie 1886, Londra, Regatul Unit al Marii Britanii și Irlandei – d. 16 iunie 1917, Arras, communauté urbaine d'Arras⁠(d), Franța) a fost un trăgător de tir ce a reprezentat Regatul Unit al Marii Britanii și al Irlandei de Nord, medaliat olimpic. A participat la o ediție a Jocurilor Olimpice (1908) în care a câștigat o medalie de argint.

## Participări
Lista de mai jos prezintă principalele competiții la care a participat Harold Ingleby Hawkins de-a lungul carierei.
- shooting at the 1908 Summer Olympics – men's disappearing target small-bore rifle[*]